# Titularbistum Sullectum
Sullectum (italienisch Suletto) ist ein Titularbistum der Römisch-katholischen Kirche. 
Der antike Bischofssitz lag in der römischen Provinz Byzacena im heutigen Tunesien. Der aktuelle Name Salakta, der sich aus dem lateinischen Sullectum ableitet, bedeutet etwa „der ausgewählte Ort“.
| Titularbischöfe von Sullectum |                                  |                                                   |                  |                    |
| Nr.                           | Name                             | Amt                                               | von              | bis                |
| 1                             | Martin Léonard Bakole wa Ilunga  | Weihbischof in Kananga (DR Kongo)                 | 21. Juni 1966    | 26. September 1967 |
| 2                             | Josef Schoiswohl                 | emeritierter Bischof von Graz-Seckau (Österreich) | 1. Januar 1969   | 10. Juni 1969      |
| 3                             | José Dalvit MCCJ                 | emeritierter Bischof von São Mateus (Brasilien)   | 14. Mai 1970     | 16. März 1971      |
| 4                             | Vicente Ramón Hernández Peña     | Koadjutorbischof von Trujillo (Venezuela)         | 3. Mai 1974      | 11. Juni 1982      |
| 5                             | Antanas Vaičius                  | Apostolischer Administrator von Telšiai (Litauen) | 5. Juli 1982     | 10. März 1989      |
| 6                             | Benjamín Jiménez Hernández       | Weihbischof in Culiacán (Mexiko)                  | 13. Mai 1989     | 4. Oktober 1993    |
| 7                             | José Soleibe Arbeláez            | Weihbischof in Cali (Kolumbien)                   | 19. Juli 1999    | 6. Dezember 2002   |
| 8                             | Fausto Gabriel Trávez Trávez OFM | Apostolischer Vikar von Zamora in Ecuador         | 1. Februar 2003  | 27. März 2008      |
| 9                             | Ulrich Boom                      | Weihbischof in Würzburg (Deutschland)             | 6. Dezember 2008 |                    |